# Barciela (La Coruña)
Barciela (también llamada San Andrés de Barciela y llamada oficialmente Santo André da Barciela) es una parroquia y un lugar español del municipio de Santiago de Compostela, en la provincia de La Coruña, Galicia.

## Entidades de población
Entidades de población que forman parte de la parroquia:
- A Foca
- A Iglesia[6] (A Igrexa). En el INE aparece A Igrexa de Barciela.
- Albeanas
- Alto[7] (O Alto)
- Barciela[8] (A Barciela)
- Benavente
- Caluba[9] (A Caluba)
- Fonte do Torno[10] (A Fonte do Torno)
- O Vintecatro
- Polveira[11] (A Polveira)
- Sigüeiro
- Valado[12] (O Valado). En el INE aparece O Valado da Barciela.

## Demografía

### Parroquia
| Gráfica de evolución demográfica de Barciela (parroquia) entre 2000 y 2019 |
|                                                                            |
| Datos según el nomenclátor publicado por el INE.                           |

### Lugar
| Gráfica de evolución demográfica de Barciela (lugar) entre 2000 y 2019 |
|                                                                        |
| Datos según el nomenclátor publicado por el INE.                       |